# مهدی شرع‌پسند
سردار مهدی شرع‌پسند رزمنده و فرمانده نظامی ایرانی (۱۳۳۳ کرج - ۱۳۶۲ چنگوله، حد فاصل دهلران و مهران) بود.
او در کرج به دنیا آمد و تا فوق دیپلم تحصیل کرد. قبل از انقلاب با قم خصوصاً آیت الله مشکینی در ارتباط بود و اعلامیه‌های روحانیون را به کرج آورده توزیع می‌کرد. چند بار زندانی شد. پس از انقلاب در ۱۳۵۸ وارد سپاه پاسداران شد و مسئولیت بسیج شهرستان کرج را به عهده گرفت. پس از وقوع جنگ ایران و عراق رهسپار جبهه‌های غرب و جنوب شد. در غرب فرمانده اولین گروه اعزامی از کرج را در دست گرفت و بدون درگیری موقتاً غائله سنندج را خاموش کرد.
او در دی ۵۹ فرمانده گروه اعزامی سپاه کرج به جبهه‌های گیلان غرب و مسئول محور آوزین گیلان غرب شد و در ۲ عملیات ایذایی، فرمانده عملیاتی بود که قله استراتژیک چغالوند را تسخیر کرد و در نیتجه گیلان غرب از دید و تیر مستقیم عراق خارج شد. در سال ۶۰ در عملیات سراسری رجایی و باهنر در محور سر پل ذهاب (تپه‌های کوره موش) در شهریور سال ۶۰ مجروح شد. در پاییز سال ۶۰ در عملیات طریق القدس (آزاد سازی شهر بستان) و در سال ۶۱ در عملیات فتح المبین و در عملیات بیت‌المقدس (آزاد سازی خرمشهر) و عملیات رمضان فرمانده گردان بود و حضور اثرگذاری داشت که در آخری از ناحیه دست مجروح شد. در عملیات والفجر مقدماتی به عنوان فرمانده تیپ عملیات سلمان فارسی از لشکر ۲۷ محمد رسول‌الله حاضر بود که در آن از ناحیه پا مجروح شد.
شرع پسند قابلیت‌های نظامی نیروهایش را بهتر از خودشان می‌دانست. او از ستون‌های اتکای عملیات بیت‌المقدس بود.
وی در علمیات آزاد سازی خرمشهر نقش مهمی داشت. پس از بازپس‌گیری خرمشهر به دست ایران مهدی شرع پسند اولین اولین کسی بود که از منار مسجد جامع این شهر بالا رفت و پرچم ایران را به اهتزاز درآورد.
او در اوایل سال ۶۲ در پی تشکیل تیپ نبی اکرم در کرمانشاه فرمانده طرح و عملیات آن شد و در منطقه چنگوله (چغاعسکر) در هنگام سحر ۳۰/۱۱/۱۳۶۲ و در سن ۲۷ سالگی درگذشت.
دو فرزند به نامهای زهرا و محمد مهدی از او برجای مانده‌است. او برادر عبدالمجید شرع‌پسند بود.
همایشی در خصوص او برگزار شده‌است.